# アンゴラ関係記事の一覧
アンゴラ関係記事の一覧（アンゴラかんけいきじのいちらん）はアンゴラに関連する記事を50音順に列挙したものである。
- アンゴラ出身者の一覧については、アンゴラ人の一覧を参照されたし。
- アンゴラの都市（ムニシピオ）の一覧については、アンゴラの都市の一覧を参照のこと。

## あ行
- アゴスティーニョ・ネト大学
- アフリカネイションズカップ2010
- アンゴラ・エスクード
- アンゴラ海軍艦艇一覧
- アンゴラ解放人民運動(MPLA)
- アンゴラ共和国軍
- アンゴラ国民民主党
- アンゴラ人の一覧
- アンゴラ人民共和国
- アンゴラ全面独立民族同盟(UNITA)
- アンゴラ内戦
- アンゴラにおけるコーヒー生産
- アンゴラ文学
- アンゴラ民主フォーラム
- アンゴラ労働者農民青年同盟党
- アンゴラの音楽
- アンゴラの言語
- アンゴラの国旗
- アンゴラの国章
- アンゴラのHIV/AIDS
- アンゴラ民族解放戦線(FNLA)
- ウアンボ
- ウイジェ州
- ウイラ州
- オヴィンブンド人
- オカヴァンゴ川
- オリンピックのアンゴラ選手団

## か行
- カサイ川
- カビンダ
  - カビンダ (都市)
- カビンダ解放戦線（英語版） - 同国の反政府組織の一つ。カビンダの分離独立を目指す人物達によって設立された。略称はFLEC
- カーボベルデ系アンゴラ人
- キンブンド語
- キンブンド人
- クアトロ・デ・フェベレイロ空港
- クアンザ・スル州
- クアンザ・ノルテ州
- クドゥーロ
- クネネ川
- クネネ州 (アンゴラ)
- クワニャマ語
- クワンザ
- 国際連合アンゴラ監視団
- コンゴ王国
- コンゴ語
- コンゴ人

## さ行
- 在アンゴラ外国公館の一覧
- ザイーレ州
- サッカーアンゴラ代表
- ザンベジ川
- 社会改革党 (アンゴラ)
- シャンゴンゴ空港
- 自由民主党 (アンゴラ)
- 進歩民主党・アンゴラ国民同盟
- 新民主選挙連合
- 進めアンゴラ

## た行
- 第一次国際連合アンゴラ検証団
- 第二次国際連合アンゴラ検証団
- 第三次国際連合アンゴラ検証団
- チョクウェ語
- トーゴ代表襲撃事件（英語版） - 2010年に発生した事件で、FLECによって起こされたものである

## な行
- ナミベ
- ナミベ州
- メノングエ
- ノバ・リスボア空港

## は行
- バスケットボールアンゴラ代表
- バスケットボール女子アンゴラ代表
- バレーボールアンゴラ男子代表
- ビエ州
- ヘレロ
- ベンゲラ
- ベンゲラ州
- ベンゲラ鉄道
- ベンゴ州
- ポルトガル系アンゴラ人

## ま行
- マヨンベ
- マランジェ州
- 民主アンゴラ・連合
- 民主刷新党 (アンゴラ)
- ムブンドゥ語
- モシコ州

## ら行
- リンガラ語
- ルアンダ - 首都
- ルアンダ州
- ルバンゴ
- ルンダ語
- ルンダ・スル州
- ルンダ・ノルテ州
- ロビト

## わ行
- ンドンガ語
- ンバンザ＝コンゴ

## A-Z
- ISO 3166-2:AO
- TAAGアンゴラ航空
- .ao